# Беата-Лобе (Савона)
Беата-Лобе је насеље у Италији у округу Савона, региону Лигурија.
Према процени из 2011. у насељу је живело 2 становника. Насеље се налази на надморској висини од 67 м.